# Фальтонія Проба
Фальтонія Проба (лат. Faltonia Proba; між 306 та 315 — між 353 та 366) — християнська латинська поетеса часів Римської імперії.

## Життєпис
Походила з впливового роду Публіліїв, його гілки Пробів. За жіночою лінією належала до знатних родів Петроніїв і Анніїв. Донька Петронія Пробіана, консул 322 року, та Деметрії. Здобула гарну освіту. Вийшла заміж за Клодія Цельсіна Адельфа, префекта Риму 351 року. Мала від нього двох синів. Спочатку сповідувала поганство, згодом стала християнкою. Під її впливом до християнства обернулися чоловік та діти. Померла між 353 та 366 роками. Разом із чоловіком похована у базиліці святої Анастасії у Римі.

## Творчість
У своєму доробку має дві поеми. Перша — «Війна Костянтина проти Магненція» — майже не збереглася. Була написана в час, коли Проба сповідувала поганство. У ній йшлося про війну Констанція II та Магненція. Ймовірно після переходу у християнства Проба цю поему знищила.
Інша поема — Cento Vergilianus de laudibus Christi — являє собою центон з творів Вергілія. Центону передує передмова, в якому поетеса повідомляє, що звертається з молитвою до Бога і обіцяє передати біблійну історію словами Вергілія. Центон поділяється на дві частини. Перша частина — De Vetere Testamento (зі Старого Завіту). Поетеса прагне переробити більшу частину Старого Завіту, але їй це не вдається, бо матеріал був занадто великий. Автор детально зупиняється на створення світу, людей, гріхопадіння. Це займає 278 віршів. Потім звертається до Нового Заповіту. Друга частина — De Novo Testamento (з Нового Заповіту).
Центон Фальтонії Проби багато разів друкувався. Перше видання вийшло в 1472 році.

## Родина
Чоловік — Клодій Цельсін Адельф
Діти:
- Квінт Клодій Гермогеніан Олібрій, консул 379 року
- Фальтоній Проб Аліпій, префект Риму 391 року